# Fred Langhammer
Fred H. Langhammer é um presidente da Estée Lauder Companies Inc., uma empresa que fabrica e comercializa produtos cosméticos. Fred Langhammer é um diretor da The Walt Disney Company desde 2005.